# École de musique Stanković
 (septembre 2024).
Le contenu est difficilement compréhensible vu les erreurs de traduction, qui sont peut-être dues à l'utilisation d'un logiciel de traduction automatique.
L'école de musique Stanković (en serbe cyrillique : Музичка школа Станковић ; en serbe latin : Muzička škola Stanković) à Belgrade, a été créé en 1911 sous les auspices du roi Petar Ier, en tant qu’un établissement d'enseignement musical. L'un des plus anciens établissements d'enseignement à Belgrade. En établissant, elle pratiquait ses activités dans l’orphéon « Stanković ». Elle a mérité son nom d'après le compositeur, pianiste et chef de chœur serbe, Korneije Stanković, qui était le premier à introduire les dossiers harmoniques de base des compositions serbes authentiques et spirituelles.
École de musique « Stanković », l'une des institutions qui ont fondé la culture de la musique serbe. Jusqu'au début de la Seconde Guerre mondiale, lorsque l’Académie de musique à Belgrade a été fondée, cette école, en collaboration avec l'école de musique « Mokranjac », était la seule source de tous les cadres musicaux -compositeurs, artistes de la musique, musicologues, pédagogues — pour travailler non seulement à Belgrade et en Serbie, mais aussi au-delà de la Serbie. Les étudiants, professeurs ou directeurs, la plupart de ceux qui ont représenté et représentent toujours le pilier de la culture de la musique serbe, les porteurs de tous les types de créativité musicale, sont passés par cette école. La vie de concert, l’opéra, l’orchestre de chambre, la philharmonie, autres écoles de musique, l'Académie de musique, tout cela est en quelque sorte provenu du travail et la croissance de l'école de musique « Stanković ».
Cette école fut traversée par de nombreux artistes musicaux reconnus aujourd'hui, et cettz école a eu d'excellents pédagogues et experts en musique tels que Meri Žeželj, les époux Binički, Branko Cvejić, Vojislava Vuković-Terzić, Aleksandar Živanović, Aleksandar Pandurović et autres pédagogues musicaux bien connus. Cette école s’est toujours distinguée par la qualité des étudiants et des professeurs, comme en témoignent des nombreux prix et reconnaissances. Le siège de l'école de musique « Stanković » est dans la rue Kneza Miloša n° 1a, cependant, sur le site l’enseignement ne peut être tenu car une partie du bâtiment de l'école a été détruite, il y a dix ans avec la promesse de construire une nouvelle installation pour les besoins de l'école. Malheureusement, la promesse n’est pas toujours remplie, et l'une des écoles les plus anciennes et les plus respectés de Belgrade, travaille dans des conditions difficiles. Malgré cela, l'école nombre encore de nombreux résultats, et les étudiants de nos jours, ils détiennent à bon droit le rating de l’école « Stanković ».

## Historie
Le premier directeur de l'école était Stanislav Binički. À cette époque, à l'école, il y avait des enseignements du piano, du chant en solo, du violon, et de  la théorie de la musique. Hinko Maržinac, qui est devenu directeur en 1921, a introduit de nouveaux matières, et Petar Krstić, en tant que directeur de 1923, a fondé le département de l'enseignement. Des changements importants sont survenus en 1925 lorsque le nouveau directeur Petar Stojanović a fondé le département d’opéra et d'art dramatique, classe de musique de chambre, école en chœur, l'orchestre des étudiants et les cours du soir pour adultes. Еmil Hajek, nouveau directeur de 1929, a élevé l'école au niveau de conservatoire. Dans la période de dix ans entre 1937 et1947, Milenko Živković changeait et élargissait le programme d’enseignement et a fondé un département de l’école à Zemun, aujourd'hui  École de musique « Kosta Manojlović ». Après  la Seconde Guerre mondiale, depuis 1947, l'école est une institution de l'État, et obtient le classement de l’école secondaire de musique.

## Directeurs
| Directeur           | de   | à    |
| ------------------- | ---- | ---- |
| Stanislav Binički   | 1911 | 1921 |
| Hinko Maržinac      | 1921 | 1923 |
| Petar Krstić        | 1923 | 1925 |
| Petar Stojanović    | 1925 | 1929 |
| Emil Hájek          | 1929 | 1935 |
| Mihailo Vukdragović | 1935 | 1937 |
| Milenko Živković    | 1937 | 1947 |
| Božidar Trudić      | 1947 | 1951 |
| Vlastimir Pleštić   | 1951 | 1960 |
| Branko Cvejić       | 1960 | 1974 |
| Jovan Đorđević      | 1974 | 1979 |
| Bojan Brun          | 1979 | 1987 |
| Miodrag Sretenović  | 1987 | 2006 |
| Obrad Nedeljković   | 2006 |      |

## L'architecture du bâtiment
La maison d'origine a été construite dans les années nonante du XIXe siècle comme une résidence constituée d'un simple rez-de-chaussée puis, pour les besoins de l'école de musique et de la compagnie de chant « Stanković » elle a été surélevée pour deux étages d'après des plans de l'architecte Petar Bajalović. Le bâtiment a une forme académique, divisé en trois registres horizontaux, le rez-de-chaussée rustique, zone des étages avec une sortie centrale (oriel) et la zone de comble. En outre, il y a aussi certains éléments décoratifs de sécessions. Les fenêtres du deuxième étage sont arquées, rehaussées d’archivoltes. Au centre de la rampe de toit avec balustrades est attique sous la forme de modèle réduit du temple, symboliquement désignant le bâtiment comme un « temple de la musique », dont la zone intérieure porte un épigraphe « Maison et école de la compagnie de chant Stanković » et, au-dessus, le tympan qui porte l’année de la construction 1913.
Au-dessus de l'entrée de l'immeuble se trouve un relief « Le vieil homme avec la gouslé, et le garçon » avec des caractéristiques de sécession. Sur les parapets, les champs atypiques entre les fenêtres du premier et deuxième étage, il y a des portraits en relief des compositeurs Kornelije Stanković, Davorin Jenko et du Président de la compagnie de chant Stanković, Živojin Simić.
La plus grande chambre à l’intérieur est une salle de concert avec une galerie, avec des profilassions et la décoration en stuc dans le style de sécession.
En raison de la valeur culturelle, historique et architecturale et urbaine, le bâtiment de l'école de musique Stanković a été déclaré bien culturel-monument culturel.